# Trisephena imposita
Trisephena imposita är en insektsart som beskrevs av Medler 1990. Trisephena imposita ingår i släktet Trisephena och familjen Flatidae. Inga underarter finns listade i Catalogue of Life.